# Széll József (főispán)
Dukai és szentgyörgyvölgyi Széll József Antal (Bucsu, Vas vármegye, 1801. május 11. – Szombathely, 1871. április 6.), Vas vármegye alispánja, főispánja, országgyűlési követ, később képviselő.

## Élete

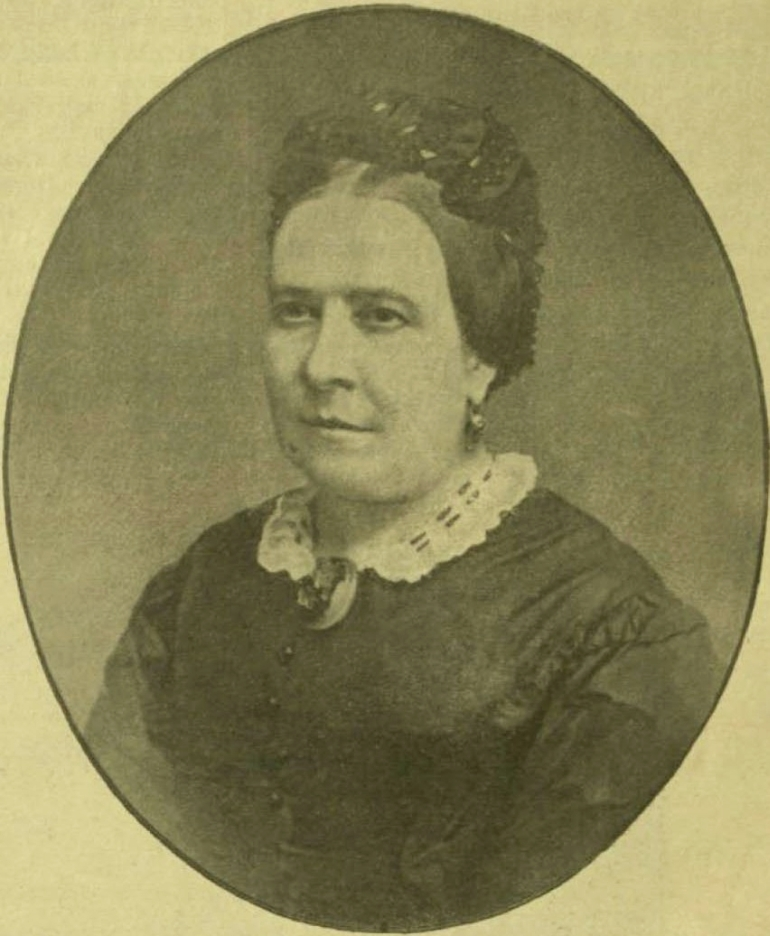
Dukai és szentgyörgyvölgyi Széll Józsefné felsőeőri Bertha Julianna (1817-1873)

A Vas vármegyei birtokos nemesi dukai és szentgyörgyvölgyi Széll család leszármazottja volt. Apja, dukai és szentgyörgyvölgyi Széll János Kristóf (1763-1844), 1791-ben a Vas megyei nemesi felkelésnél főhadnagy, táblabíró, földbirtokos, anyja, rábabogyoszlói Vajda Antónia (1770-1833) úrnő volt. Apai nagyszülei dukai és szentgyörgyvölgyi Széll Miklós
(1720-1790) és nemes Ráth Anna (1728-1766) asszony voltak. Keresztszülei rumi és rábadoroszlói Rumy József birtokos és Jankovits Krisztina voltak. Széll Józsefnek három fivére volt: Széll Imre (1793-1856), királyi hétszemélynök, Vas vármegye. követe és főjegyzője, Széll Kristóf (1809-1884), udvari tanácsos, Szent István-rend keresztese, és Széll János (1812-1849) vasi főszolgabíró; egyetlen leánytestvére, a pártában maradt Széll Anna (1799-1880) kisasszony volt. Felesége révén egyik sógora, chernelházi Chernel Ferdinánd (1815-1891), Vas vármegye alispánja, királyi tanácsos, akinek a neje, felsőeőri Bertha Mária Emília (1820-1893) volt, és a másik, felsőeőri Bertha Antal (1808-1874), Vas vármegye főjegyzője, országgyűlési követe is volt.
1820-ban a Győri Királyi Jogakadémiára lépett be, amelyről majd sikeresen jogászként diplomázott le. Széll József 1842-től 1848-ig Vas vármegye alispánja lett. Alispánsága alatt, 1844-ben, ugyanezen megye országgyűlési követté választotta meg. 1847-ben a megye első alispánja lett, de 1848-ban ismét felcserélte ez állást a képviselőséggel és az országgyűlésen mint a rumi kerület képviselője jelent meg. Az 1848-as szabadságharc bekövetkeztével Vasmegye kormánybiztosává neveztetett ki és helyén fáradhatatlan buzgalommal kitartott mindaddig, míg 1849. április 14.-dikén Debrecenben ki nem mondották a detronizációt. Ekkor lemondott állásáról, de azért 1850-ben mégis Pozsonyba idézték a hadbírósági "purificationális commissio" elé. A német idők beálltával visszavonultan élt táplánfai birtokán. Deák Ferenc, sűrűn látogatta meg a Szélléket és mindig több napig időzött náluk. 1860 végén, a magyar vármegyerendszer visszaállításakor, Vas vármegye újra Széll Józsefet választotta meg alispánjának. Később, 1865-től 1867-ig országgyűlési képviselővé választották; ekkor a körmendi kerületet képviselte. Széll József egyike volt Deák Ferenc leglelkesebb híveinek. Ezután, 1867-től 1871-ig Vas vármegye főispánjává nevezték ki.
1871. április 6.-án szívbaj okozta szélhüdés következtében Szombathelyen hunyt el.

## Házassága és leszármazottjai
Feleségül vette Rábahídvégen 1842. április 28.-án a felsőeőri Bertha család sarját, felsőeőri Bertha Julianna Anna (*Rábahídvég, 1817. február 15.–†Táplánfa, 1873. május 5.) kisasszonyt, akinek a szülei felsőeőri Bertha Ignác (1780-1847), Vas vármegye alispánja, földbirtokos és lovászi és szentmargitai Sümeghy családból való lovászi és szentmargitai Sümeghy Judit (1792-1880) asszony voltak. A menyasszonynak az apai nagyszülei felsőőri Bertha Márton (1755–1786), kányavári és rábahídvégi birtokos, és nemes Lancsics Klára (1756-1824) voltak; az anyai nagyszülei lovászi és szentmargitai Sümeghy József (1757–1832), királyi tanácsos, zalai alispán, táblabíró, földbirtokos és lovászi Jagasics Julianna (1775–1804) voltak. A menyasszonynak az anyai nagybátyja lovászi és szentmargitai Sümeghy Ferenc (1819-1869) országgyűlési képviselő, földbirtokos, aki Deák Ferencnek jó barátja és nagy támogatója volt. A házasságkötésnél a tanúk koltai Vidos József (1805–1849), Vas vármegye alispánja, földbirtokos, és a vőlegény fivére, Széll Kristóf (1809-1884), udvari tanácsos, földbirtokos, voltak. Széll József és Bertha Julianna házasságából született:
- dr. Széll Kálmán (1843–1915) politikus, miniszterelnök, pénzügyminiszter. Neje: nemes Vörösmarty Ilona (1846–1910), császári és királyi palotahölgy.
- dr. Széll Ignác (1845–1914), Vas vármegyei alispán, belügyminiszteri államtitkár. Neje: csengeri Háczky Ilona (1860-1928).
- Széll Mária (1851–Táplánfa, 1868. október 17.).[8]